# Обелюс
О́белюс, обел (лат. obelus, від грец. ὀβελός) — символ, що зовні нагадує об'єднання знаків мінуса та двокрапки.
Був введений давньогрецьким філологом, олександрійським бібліотекарем Зенодотом Ефеським для позначення сумнівності слова або твердження. Символ міг виглядати або як звичайна горизонтальна риска, або як та ж риска, але з додаванням точок по одній зверху та знизу. Ставився на полях навпроти тих частин тексту, які викликали сумніви, в ході перевірки рукописів, що надходили в бібліотеку.
В 1659 році німецький математик Йоганн Ран у своїй роботі Teutsche Algebra застосував обелюс для позначення ділення. Деякі автори використовували цей символ як знак віднімання, що стало нормою в ряді країн Європи (наприклад, в Норвегії та Данії). У польській друкарській традиції обелюс використовувався для позначення діапазонів, наприклад, запис 3 ÷ 7 еквівалентний твердженню «від трьох до семи».
В англомовних країнах, а також на клавішах мікрокалькуляторів, обелюс використовується як знак ділення. У мові TeX кодується поєднанням: \div.